# Komsomolsk ved Amur
Komsomolsk ved Amur (russisk: Комсомо́льск-на-Аму́ре, tr. Komsomolsk-na-Amure) er en by i Khabarovsk kraj i Rusland. Byen ligger på den venstre bred af floden Amur, omkring 356 km nordøst for Khabarovsk. Komsomolsk ved Amur ligger ved BAM-jernbanen. Byen har 235.488 (2024) indbyggere.

## Etymologi
På kinesisk kaldes byen 共青城 (Gongqing Cheng), direkte oversat "Komsomolbyen". Området lå oprindelig under kejserriget Kina, men kom under russisk overhøjhed efter Aiguntraktaten i 1858.

## Geografi
Byen og dens forstæder strækker sig over 30 km langs Amurflodens venstre bred. Floden er på dette sted op til 2,5 km bred.
Afstanden til Khabarovsk, administrativt center i krajen, er 356 km; afstanden til Stillehavet er omkring 300 km. Den nærmeste anden større by er Amursk, omkring 45 km mod syd.
Komsomolsk ved Amur ligger omkring 6.300 km øst for Moskva, og ligger i den østlige ende af Bajkal–Amur jernbanen.

### Klima
Klimaet er kontinentalt: januar –21 °C, juli +21 °C. Årsgennemsnit +0,3 °C. Nedbør pr. år er 560 mm.

## Historie
Landsbyen Permskoje (russisk: Пе́рмское) blev oprettet i 1860 af indflyttede småbønder fra Perm gubernija. I 1932 blev der bygget tungindustrifabrikker på stedet, og landsbyen fik bystatus, og navnet blev ændret til Komsomolsk-na-Amure, eftersom den blev grundlagt som industrielt center af den kommunistiske ungdomsorganisation Komsomol.

### Befolkningsudvikling
| År   | Indbyggere |
| ---- | ---------- |
| 1939 | 70.808     |
| 1959 | 177.278    |
| 1970 | 218.127    |
| 1979 | 263.950    |
| 1989 | 315.325    |
| 2002 | 281.035    |
| 2010 | 263.906    |

Note: Data fra folketællinger

## Erhverv
I løbet af 1900-tallet udviklede byen sig til et regionalt center for industrier som metallurgi, maskinebygning, olieraffinering og skibsbyggeri (Amur Skibsværft). Flyproducenten Sukhoj (Komsomolsk Aviation fabrik) har betydelige fabrikker i byen og fremstiller bl.a. de kendte Sukhoj Superjet 100 passagerfly. Khurba flybase ligger syd for byen, og Dzemgi flybase ligger mod nord.

## Venskabsbyer
- Jiamusi, Kina
- Kamo, Japan

## Kendte personer fra Komsomolsk-na-Amure
- Valerij Rjumin, sovjetisk kosmonaut
- Jurij Tjaika, politiker
- Julija Tjepalova, skiløber og olympisk guldvinder.